# مقصر کیست؟ (فیلم ۱۹۸۲)
مقصر کیست؟ (به هندی: Apradhi Kaun?) یا مجرم کیست؟ (به انگلیسی: Who is the perpretator?) فیلمی هندی محصول سال ۱۹۸۲ و به کارگردانی موهان باکری است. در این فیلم بازیگرانی همچون جاوید خان، راضا مراد، افتخار، دارا سینگ، تون تون، اوم شیوپوری، مدن پوری، رام موهان و مانوراما ایفای نقش کرده‌اند.